# Case del Gambero
Le case del Gambero sono una serie di palazzine situate nel centro storico di Brescia, ai due lati di corso Palestro, a sud di piazza del Mercato.
Costruite alla metà del Cinquecento probabilmente da Lodovico Beretta, presentano sulle facciate un vasto ciclo di affreschi eseguito da Lattanzio Gambara, in parte perduti, in parte trasferiti nella pinacoteca Tosio Martinengo e in parte ancora in loco, ma in stato di forte degrado.

## Storia
Gli edifici vengono costruiti tra il 1550 e il 1555 da Lodovico Beretta su commissione dell'amministrazione comunale. In realtà, la paternità del Beretta non è attestata da alcun documento storico, ma l'architetto lavorò spesso nella zona, perfino pochi metri più a nord, sulla piazza del Mercato, dove nel 1558, tre anni dopo, edificò palazzo Beretta. La destinazione delle palazzine doveva essere commerciale, pensata per mercanti e artigiani con bottega a piano terra e residenza al primo piano.
La denominazione "del Gambero" proviene, per estensione, dalla vicinanza degli edifici allo storico albergo del Gambero, che era situato nelle vicinanze, a sud di corso Zanardelli.
La successiva decorazione pittorica dei vari riquadri, ben quarantotto in origine, viene affidata al Romanino, il quale però la cedette al proprio genero e discepolo Lattanzio Gambara, secondo un accordo di collaborazione siglato nel 1549. Il ciclo viene eseguito nella sua interezza negli anni immediatamente successivi e completato intorno al 1557.
La cessione a privati dell'intero isolato, avvenuta nel 1797, ha determinato il lento ma costante declino degli edifici e, soprattutto, del ciclo di affreschi. L'integrità architettonica del complesso viene violata da una serie di interventi estranei, soprattutto sopralzi, mentre molti dei riquadri affrescati vanno perduti e i rimanenti lasciati in stato di abbandono, privi di qualunque manutenzione. Già attorno alla metà dell'Ottocento, diversi moduli vengono strappati e trasferiti nella pinacoteca Tosio Martinengo. Quelli rimasti in loco subiscono alcuni isolati restauri durante il Novecento ma, nel complesso, il ciclo non ha ancora conosciuto un intervento di recupero unitario e, pertanto, si presenta da allora in uno stato di forte degrado.

## Descrizione

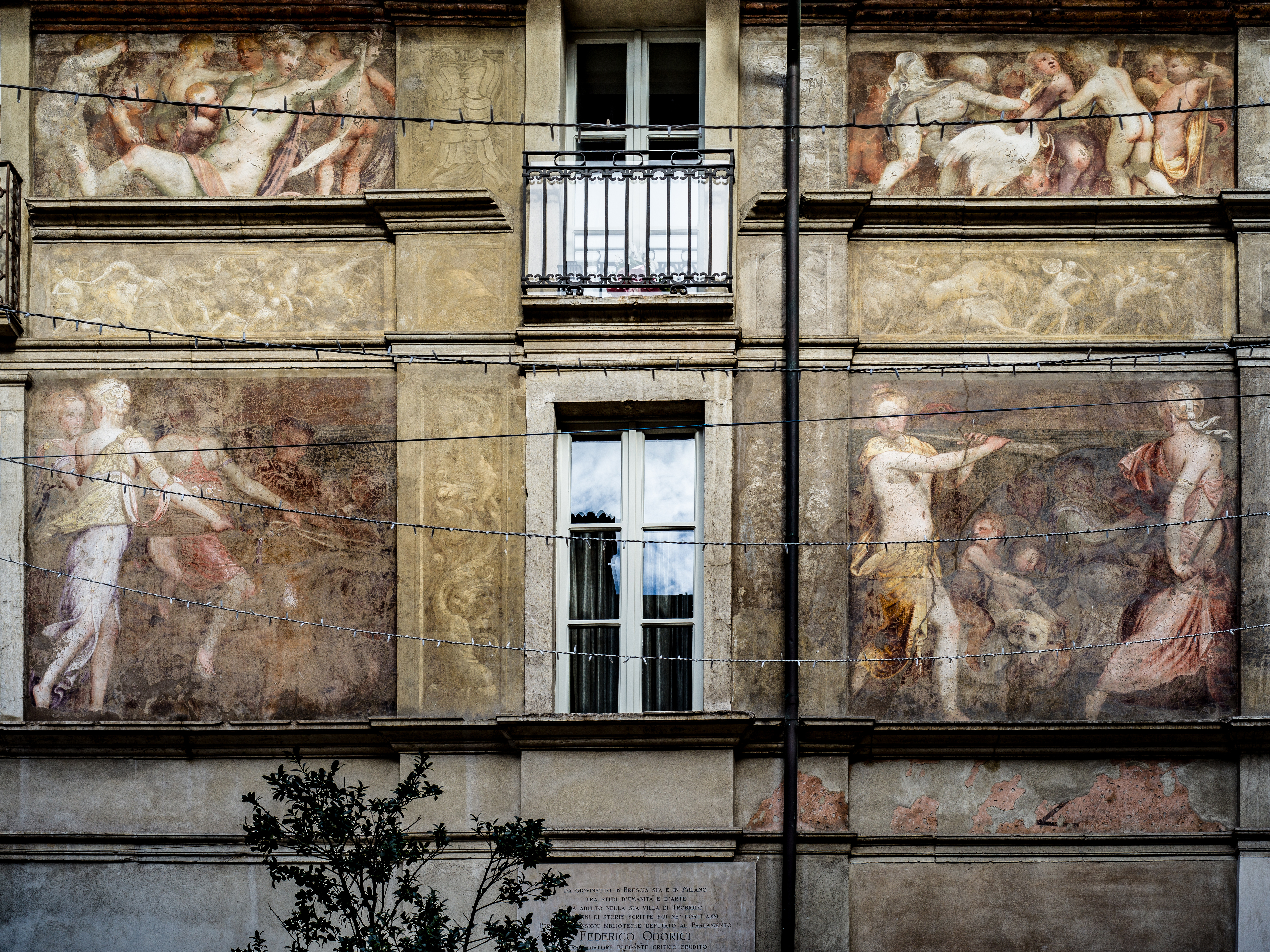
Dettaglio degli affreschi di Lattanzio Gambara

Dal punto di vista architettonico, le palazzine non presentano particolari elementi di pregio e si configurano con linee semplici e nette, nonché molto regolari. La percezione del progetto originale rimane comunque molto alterata dai citati interventi estranei condotti a partire dal 1797, tanto che una qualche integrità è ormai avvertibile solamente nelle due palazzine di testa, affacciate a ovest su piazza del Mercato.
Il maggior pregio delle costruzioni è sicuramente quello degli affreschi di Lattanzio Gambara che, almeno in origine, le rivestivano completamente in ben quarantotto riquadri collocati al primo piano, nello spazio tra le finestre. L'artista lavorò probabilmente su disegni del Romanino, raffigurando con grande fantasia e libertà di costruzione spaziale i numerosi episodi, tutti ispirati al mondo classico e alla tradizione biblica. Nei riquadri superstiti affacciati su piazza del Mercato è possibile distinguere una sequenza di tre episodi principali: da sinistra a destra, rispettivamente, si leggono Asdrubale implora la grazia a Scipione, la Disperazione della moglie di Asdrubale per il disonore del marito e La moglie di Asdrubale si getta con i figli nel fuoco che brucia Cartagine. Intorno ai riquadri si snoda un fregio continuo con trionfi bacchici e scene di battaglia.
La decorazione delle case del Gambero rappresenta un esempio interessante dell'applicazione di sontuosi cicli narrativi alla facciata di strutture artigianali e commerciali, contribuendo a rafforzare l'immagine di Brescia rinascimentale come urbs picta. In ogni caso, da un punto di vista stilistico e iconografico, le raffigurazioni pittoriche del Gambara sono giudicati tra le cose migliori che egli producesse nei suoi anni d'attività artistica: non è un caso, infatti, se vengono descritti dal Begni come «un buon derivato dell'educazione romaniniana».